# ایگنات مامیان
ایگنات همایاکی مامیان (ارمنی: Իգնատ Հմայակի Մամյան؛  زادهٔ ۲۲ اوت ۱۹۴۷ - درگذشته ۲۶ ژوئن ۲۰۰۸)، نویسنده و روزنامه‌نگار نظر اهل ارمنستان بود.

## زندگی‌نامه
وی در ۲۲ اوت ۱۹۴۷ در نویمبریان به دنیا آمد و در سال ۱۹۷۸ از دانشگاه دولتی ایروان فارغ‌التحصیل گشت. وی برنده جوایزی همچون جایزه شد. وی عضو اتحادیه نویسندگان ارمنستان و همچنین اتحادیه روزنامه‌نگاران ارمنستان بود. وی در دزیادزان (۱۹۶۹-۱۹۷۵) (۱۹۸۰–۱۹۸۲)، سووتاکان هایستان (۱۹۷۶-۱۹۸۲)، گراکان ترت (۱۹۸۲–۱۹۹۰)، آراووت (۱۹۹۴–۱۹۹۴) و اتحادیه نویسندگان ارمنستان (۱۹۹۶–۱۹۹۸)  فعالیت کرده است.وی در ۲۶ ژوئن ۲۰۰۸ در سن ۶۰ سالگی در ایروان درگذشت.